# Symphoniacs
Symphoniacs ist ein international besetztes Electro-Klassik-Musikprojekt des in Berlin lebenden Komponisten und Musikproduzenten Andy Leomar, das klassische Musik und elektronische Club-Musik kombiniert.

## Hintergrund
Dabei führt Leomar internationale Instrumentalisten mit dem Ziel zusammen, eine zeitgemäße Verbindung zwischen Klassik und Dance, U- und E-Musik zu kreieren. Symphoniacs bringt eine Kombination aus jungen Klassikvirtuosen und dem Electronic Artist Leomar ergänzt durch LED-, Licht- und Lasershoweffekte in klassische Konzertsäle. Symphoniacs ist kein festes Ensemble, sondern ein sich stetig erweiternder Pool aus klassischen Geigern, Cellisten und Pianisten unter der Leitung von Andy Leomar.

## Instrumentalisten
Musiker die auf der Bühne mitwirken bzw. mitgewirkt haben:
- Johannes Fleischmann (Violine), Wien
- Konstantin Manaev (Violoncello), Berlin
- Colin Stokes (Violoncello), New York
- Philipp Scheucher (Klavier), Graz
- Oscar Micaelsson (Klavier), Kopenhagen
- Evgeny Genchev (Klavier), London
- Christian Kim (Violine), Seoul
- Tom Suha (Violine), Budapest
- Andy Leomar (Live Elektronik, Klavier), Berlin
- Benjamin Morrison (Violine), Wien
- Yury Revich (Violine), Wien
- Guillermo Pastrana (Violoncello), Basel
- Emanuel Salvador (Violine), Amarante

## Konzerte
Konzerte fanden bisher in Tokio, Berlin, London, Wien, Zürich, Hamburg, München, Köln, Frankfurt, Stuttgart, Essen, Hannover, Leipzig, Mannheim, Freiburg, Monaco, Feldkirch und Meran statt.
Die erste Tour fand vom 29. April bis 17. Mai 2017 in Deutschland, Österreich und der Schweiz statt.
Weitere Konzertauftritte:
- Tokyo International Forum Hall C, Tokio (Japan)[14][15][16][17]
- Brandenburger Tor, Berlin[18]
- Bush Hall, London (England)[19]
- Philharmonie, München[20]
- Alte Oper, Frankfurt[21]
- Laeiszhalle, Hamburg[22]
- Exchange LA, Los Angeles (USA[23])
- Berliner Hauptbahnhof (Deutsche Bahn Eröffnungsfeier der Schnellstrecke Berlin – München)[24]

Mercedes-Benz-Arena, Berlin
- Kühlhaus Berlin[26]
- Admiralspalast, Berlin[27]
- MuseumsQuartier, Wien (Österreich)[28]
- Brucknerhaus, Linz (Österreich)[29][30]
- Theater 11, Zürich (Schweiz)[31]
- Liederhalle Beethovensaal, Stuttgart[32]
- Colosseum, Essen[33]
- Jahrhunderthalle, Bochum[34]
- Südtirol Festival – Kurhaus / Meran (Italien)[35][36]
- Blue Lakes Festival – Konzerthaus, Pergine (Italien)[37]

## Benefizkonzerte
- Life Ball, Rathaus / Wien (Österreich)[38]
- Butterfly Ball, London(England)[39]
- Butterfly Ball, Monaco[40]

## Fernsehauftritte
- Germany’s Next Topmodel by Heidi Klum (ProSieben)[41][42]
- ZDF-Fernsehgarten[43]
- Willkommen 2017 – Die Silvestershow vom Brandenburger Tor in Berlin (ZDF)[44]
- BR-Klassik KlickKlack[45]
- Die Helene Fischer Show (ZDF)[46][47]
- ZDF-Morgenmagazin[48]
- RBB ZiBB[49]
- KiKA[50]
- Schlagerbooom (ARD)[51][52]
- Deutsche Welle TV[53]
- ARD RBB Abendschau[54]
- Golden Boot Show, Belgien[55]

## Album
- 21. Oktober 2016: Symphoniacs (Album: Universal Music)[56][57][58]
- Symphoniacs erreichte Platz 8 der iTunes-Charts[59], Platz 13 der offiziellen Deutschen Albumcharts[60] und Platz 16 in den österreichischen Albumcharts[61]
- 13. November 2019: Symphoniacs (Album: Warner Music Japan)[62]
- Platz 15 der iTunes-Charts Japan[63]